# Нафтопровід Сумед
Нафтогін Сумед (також відомий як нафтогін Суец-Середземне море) — нафтогін в Єгипті, що прямує від терміналу Айн-Сохна у Суецькій затоці до терміналу Сіді-Керір, Александрія на Середземному морі. Є альтернативою Суецькому каналу для транспортування нафти з регіону Перської затоки до регіону Середземного моря.
Нафта викачується з великих танкерів, які через їх розмір не можуть проплисти через Суецький канал - у порту Суецької затоки, а потім перекачують її до порту Середземного моря, де вона завантажується до інших танкерів.

## Історія
Проект нафтогону від Червоного моря до Середземного моря розпочали втілювати у життя після  закриття Суецького каналу в червні 1967 року Створення трубопровідної компанії було узгоджено в 1973 році між п'ятьма арабськими урядами Нафтогін Сумед було відкрито в 1977 році

## Технічний опис
Нафтогін має довжину 320 км (200 миль), складається з двох паралельних ліній діаметром 42 дюймів (1070 мм), пропускна здатність 2,5 млн барелів на добу (4400×10³ m³/добу) У 2009 році в середньому прокачувалось 1,1 млн барелів на добу (170 × 10³ м³/добу).

## Оператор
Нафтогін належить компанії Arab Petroleum Pipeline Company/Sumed Company,, спільне підприємство EGPC (50%, Єгипет), Saudi Aramco (15%, Саудівська Аравія), IPIC (15%, Об'єднані Арабські Емірати), трьох кувейтських компаній (кожна з 5%) і QGPC (5%, Катар).